# Ludwig Hilberseimer
Ludwig Karl Hilberseimer (Karlsruhe, 14 settembre 1885 – Chicago, 6 maggio 1967) è stato un architetto e urbanista tedesco che insegnò alla Bauhaus e all'Illinois Institute of Technology, noto per il suo contributo al modernismo e alla pianificazione urbana del XX secolo.

## Biografia
Hilberseimer nacque a Karlsruhe, dove studiò architettura presso la locale scuola tecnica dal 1906 al 1911, periodo in cui fu fortemente influenzato dallo stile classicista.
Nel 1911 si trasferì a Berlino, dove iniziò la professione di architetto e partecipò al concorso per la nuova Opera di Berlino ( Il progetto per l'Opera di Berlino è incluso in Groszstadtbauten.). Dal 1912 si avvicinò ai movimenti d'avanguardia della capitale tedesca, in particolare al dadaismo e ai gruppi elementaristi e costruttivisti legati alla rivista G. Nel 1919, dopo la Prima Guerra Mondiale, pubblicò alcuni progetti sulla rivista Deutsche Kunst und Dekoration. Nello stesso anno intraprese anche la carriera di critico d'arte, diventando collaboratore fisso dei Sozialistische Monatshefte. Qui curò diverse rubriche: Bildende Kunst (arti visive) fino al 1925, Kunstgewerbe (arti e mestieri) fino al 1929 e Werkgestaltung (progettazione) fino al 1933.
A partire dal 1922, Hilberseimer avviò una nuova fase progettuale improntata alla semplificazione formale e alla definizione di tipologie architettoniche elementari. Nello stesso anno pubblicò il suo primo saggio sulla metropoli e sviluppò il progetto di una "Città residenziale", successivamente rielaborata in varie versioni. Questi studi confluiranno nella sua opera Grossstadtbauten (1925), che include anche i celebri disegni per la Hochhausstadt (Città verticale).
Nel 1924 compì un viaggio di studio nei Paesi Bassi e in Francia, durante il quale entrò in contatto con esponenti del movimento moderno, tra cui Le Corbusier. Nel 1927 pubblicò Grossstadtarchitektur e, nel 1928, sviluppò diversi progetti, tra cui una Siedlung (complesso residenziale) sperimentale a Berlino-Spandau e una proposta per una nuova "City" nel centro fridericiano della capitale. Collaborò inoltre con la Reichsforschungsgesellschaft a partire dal 1928.
Con l'ascesa del regime nazista nel 1933, la sua attività pubblicistica si ridusse drasticamente, eccezion fatta per alcuni articoli su Moderne Bauformen. Partecipò nello stesso anno alla Triennale di Milano e intraprese viaggi in Europa, tra cui uno a Zurigo, dove elaborò un progetto urbanistico per il fronte lago.
Nel 1937 sviluppò progetti a scala urbana, tra cui un complesso sulla Kantstrasse e una proposta per la Città universitaria di Berlino. L'anno successivo, dopo un tentativo fallito di trasferirsi in Inghilterra, emigrò definitivamente negli Stati Uniti, stabilendosi a Chicago.

### Attività negli Stati Uniti
Dal 1938 al 1955 insegnò urbanistica e sviluppo regionale presso l'Illinois Institute of Technology (IIT) di Chicago, dove collaborò con Mies van der Rohe. Nel 1955 fu nominato direttore del neonato Dipartimento di urbanistica e sviluppo regionale dello stesso istituto.
In questa seconda fase della sua carriera, si distaccò progressivamente dalle teorie urbanistiche sviluppate negli anni Venti in Germania, elaborando nuovi modelli adattati al contesto statunitense.
Nel 1963 fu nominato membro onorario dell'Akademie der Künste di Berlino. Morì a Chicago nel 1967.